# Gyula Kellner

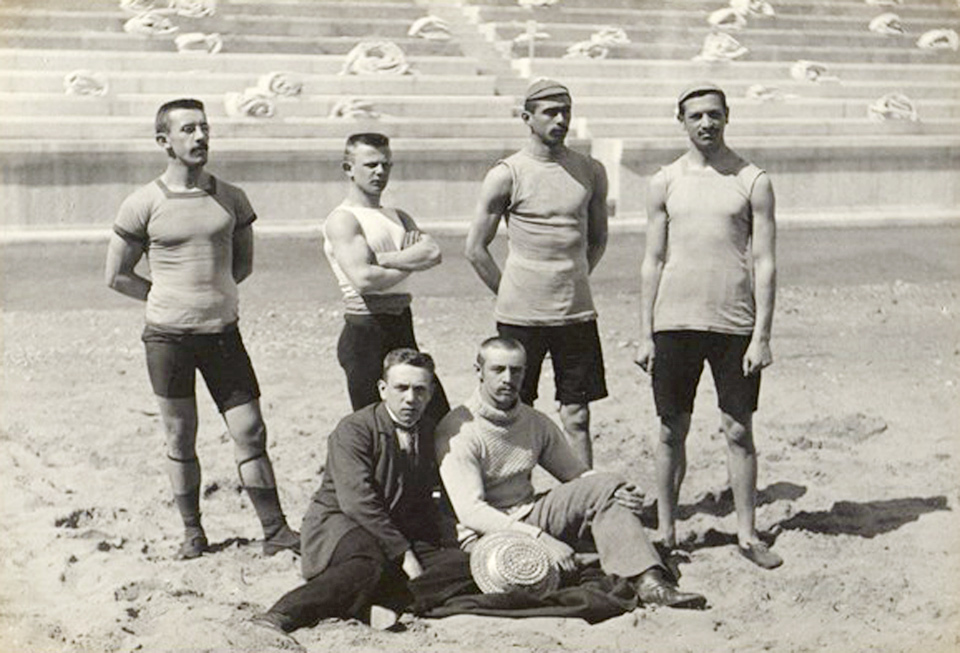

Gyula Kellner (Budapest, 11 de abril de 1871, - Szolnok, 28 de julio de 1940), fue un atleta húngaro que compitió en los Juegos Olímpicos de Atenas 1896.
Kellner fue uno de los 17 atletas que comenzaron el primer maratón olímpico desde la población de Maratón (Grecia), recorriendo las polvorientas carreteras que la unían con el Estadio Panathinaiko situado en Atenas. Llegó en cuarto lugar con una marca de 3h06:05, pero se le otorgó la medalla de bronce debido a que el griego Spiridon Belokas que había entrado en tercer lugar fue descalificado por hacer parte del recorrido subido en un carro. 